# Montana Jordan
Montana Jordan (Longview, 8 marzo 2003) è un attore statunitense, noto soprattutto per avere interpretato Georgie Cooper in Young Sheldon.

## Biografia
È cresciuto a Ore City, Texas.
Ha ottenuto il suo primo ruolo nell'ottobre 2015, selezionato tra 10.000 aspiranti, nella parte di Jaden nel film diretto da Jody Hill  A caccia con papà, nel quale ha recitato assieme a Josh Brolin. Il film è uscito nel marzo 2018.
Nel marzo 2017 è entrato nel cast della sit-com Young Sheldon, spin-off di The Big Bang Theory, nel quale interpreta il fratello maggiore di Sheldon Cooper, George. Per questo ruolo ha ottenuto la nomination Best Performance in a TV Series – Supporting Teen Actor ai 39mi Young Artist Awards (2017), premio poi vinto da Dylan Duff della serie televisiva Teens 101.

## Vita privata
Dal 2021 ha una relazione con la celebrità di internet Jenna Weeks. Il 21 maggio 2024 nasce la loro figlia Emma Rae Jordan.
Nel gennaio 2025 chiede a Jenna di sposarlo.

## Filmografia

### Cinema
- A caccia con papà (The Legacy of a Whitetail Deer Hunter), regia di Jody Hill (2018)

### Televisione
- Young Sheldon – serie TV, 106 episodi (2017-2024)
- The Big Bang Theory – serie TV, 1 episodio (2018)
- Georgie & Mandy's First Marriage – serie TV (2024)

## Doppiatori italiani
Nelle versioni in italiano delle opere in cui ha recitato, Montana Jordan è stato doppiato da:
- Tito Marteddu in Young Sheldon[6], The Big Bang Theory
- Giulio Bartolomei in A caccia con papà